# Telmatophilus brevicollis
Telmatophilus brevicollis là một loài bọ cánh cứng trong họ Cryptophagidae. Loài này được Aubé miêu tả khoa học năm 1862.